# 苏州高新有轨电车1号线
苏州高新有轨电车1号线是苏州高新有轨电车的第一条线路。线路贯穿苏州高新区，在起点站狮子山站与轨道交通1号线和3号线相互换乘，线路全长25.76公里，是中国国内单线运营里程最长的有轨电车线路。全线设车辆段1座，控制中心1座，最高运行速度为70km/h，总投资为31.49亿人民币。于2012年9月11日开工，2014年10月26日开通试运营。开通时名字由高新区有轨电车1号线更名为苏州有轨电车1号线。2018年4月28日，1号线延伸线开通。

## 车站及走向
全线位于苏州高新区，起点站为狮子山站，沿着金山路，珠江路，何山路，建林路，太湖大道等行走，终点站位于镇湖的西洋山站。现共开通14个站点运营，另有13个站点预留。开通站点分别为：
狮子山站 - 新区公园站 - 何山路站 - 白马涧生态园站 - 马涧路站 - 阳山南站 - 高新区管委会站 - 龙山路站 - 嘉陵江路站 - 龙康路站 - 绣岸站 - 绣品街北站（地下站） - 石帆站（地下站） - 西洋山站

## 大事记
2011年9月，1号线工可报告获苏州市发改委批复。
2012年3月，1号线初步设计获苏州市发改委批复。
2012年6月，1号线沿线道路开始综合改造。
2012年8月16日，1号线车辆采购招标文件获国家发改委批复。
2012年9月11日，1号线开工建设。
2013年1月10日，有轨电车1号线车辆招标完成，南车南京浦镇车辆有限公司将使用将采用庞巴迪的Flexity 2技术为1号线生产18列100%低地板现代有轨电车。成为中国首个开招标的100%低地板现代有轨电车项目。同时也是庞巴迪在中国的第一个有轨电车项目。
2013年12月28日，1号线全线轨通。

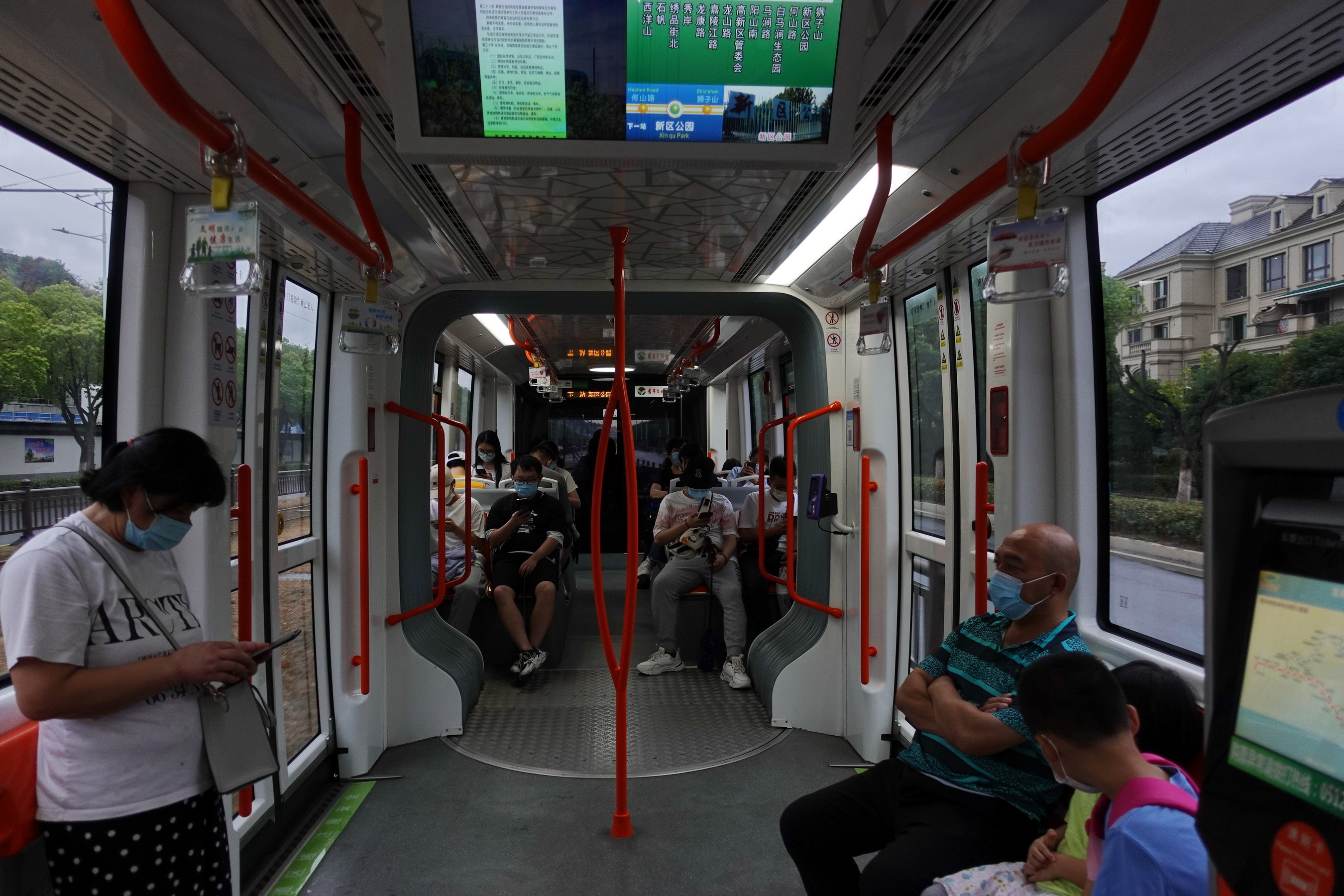
苏州有轨电车1号线车内

2014年4月9日，首列车在南京浦镇公司下线。
2014年5月5日，首列车运抵苏州。
2014年5月9日，首列车开始热滑。
2014年6月28日，1号线开始试运行。
2014年10月12日～10月21日，开展万人免费试乘活动。
2014年10月26日，1号线正式通车试运营。
2015年9月25日，1号线延伸线开工。
2018年4月28日，1号线延伸线全线通车运营，延伸线全长7.57公里，设站4座。
1号线蘇州樂園站於2019年10月8日起更名為獅子山站，因應車站旁的蘇州樂園遷至大陽山。

## 乘坐

### 票价
有轨电车1号线采取全线2元一票制，持苏州市民卡刷卡享受7折优惠和换乘优惠。除站台外，在车厢内也配备了自动售票机。

### 运营时间
|          | 首班  | 末班  |
| -------- | ----- | ----- |
| 狮子山站 | 05:53 | 23:00 |
| 西洋山站 | 05:44 | 21:50 |

最短间隔时间7分钟。